# Tetracis australis
Tetracis australis là một loài bướm đêm thuộc họ Geometridae. Nó được tìm thấy ở phía nam California từ quận Monterey phía nam đến Los Encinas, Martir, Baja California Norte, México ở độ cao 2135 mét.
Chiều dài cánh trước là 19–23 mm. Con lớn bay từ tháng 3 đến cuối tháng 6.
Ấu trùng ăn nhiều loài cây khác nhau Quercus và Populus.